# 2011年度演藝動力大獎得獎名單
演藝動力大獎2011頒獎禮，於2011年11月14日假香港舉行，當晚共頒發14個項目，當中音樂獎項、電影獎項及電視獎項各佔4項，另設「愛心動力大獎」及「致敬大獎」。以下為是屆得獎名單：

## 音樂獎項
- 最突出唱片：鄭欣宜《有故事的人》
- 最突出男歌手：陳奕迅《六月飛霜》
- 最突出女歌手：鄭欣宜《有故事的人》
- 最突出音樂幕後精英：《有故事的人》 唱片監制：嚴勵行、伍樂城、鄧智偉 、鮑比達、莊冬昕、Fergus Chow

## 電影獎項
- 最突出電影：《竊聽風雲2》
- 最突出男演員：曾江《竊聽風雲2》
- 最突出女演員：舒淇《不再讓你孤單》
- 最突出電影幕後精英：《竊聽風雲2》導演 莊文強、麥兆輝

## 電視獎項
- 最突出電視節目：《義海豪情》
- 最突出電視男藝員：黎耀祥《義海豪情》
- 最突出電視女藝員：鄧萃雯《義海豪情》
- 最突出電視幕後精英：張華標、陳靜儀 《義海豪情》

## 其他
愛心動力大獎2011：何韻詩
明報周刊致敬大獎：許鞍華
我最支持的演藝動力大獎：鍾嘉欣 《點解阿Sir係阿Sir》